# Chanat Astrachański
Chanat Astrachański – historyczne państwo w ujściu dolnej Wołgi, ze stolicą w Astrachaniu, pod panowaniem tatarskich chanów, powstałe na początku lat 60. XV wieku, po rozpadzie Złotej Ordy.
Podbity w 1554 r. przez Iwana IV Groźnego i przyłączony do Księstwa Moskiewskiego.

## Lista chanów astrachańskich
- Mächmüd ? – 1466
- Kasim I 1466 – 1490
- Ghabdelkarim 1490 – 1504
- Kasim II 1504 – 1532
- Aq Kubek 1532 – 1534
- Ghabdraxman 1534 – 1538
- Darwish Ghali 1537 – 1538
- Shayex Xaydar 1538 – 1541
- Aq Kubek 1541 – 1544
- Yaghmurchi 1544 – 1554
- Darwish Ghali 1554 – 1554